# Estadi Municipal la Bòbila
L'Estadi Municipal la Bòbila és un estadi municipal poliesportiu de Gavà. Fou inaugurat l'1 de maig de 1995 i té una capacitat per 3.000 espectadors. L'estadi conté una pista d'atletisme, un camp de futbol de gespa natural, un gimnàs de musculació, una sala polivalent i d'entitats. En les seves instal·lacions, hi competeixen el Club de Futbol Gavà i el Club Atletisme Gavà. Per altra banda, en un dels seus laterals, l'edifici conserva una xemeneia d'una antiga bòbila que existia anteriorment, inclosa en l'Inventari del Patrimoni Arquitectònic de Catalunya.